# Николаевка (Шатовский сельский совет, Лозовский район)
Николаевка (укр. Миколаївка), село, 
Шатовский сельский совет,
Лозовский район,
Харьковская область.
Код КОАТУУ — 6323988005. Население по переписи 2001 года составляет 260 (117/143 м/ж) человек.

## Географическое положение
Село Николаевка находится на левом берегу реки Бритай,
выше по течению на расстоянии в 3 км расположено село Смирновка,
ниже по течению на расстоянии в 5 км расположено село Бритай,
на противоположном берегу — село Александровка.

## История
- 1891 — дата основания.

## Экономика
- Птице-товарная ферма.